# Prawdyne
Prawdyne (ukr. Правдине) – wieś na południu Ukrainy, w obwodzie chersońskim, w rejonie biłozerskim. 1629 mieszkańców. Szkoła (klasy I-X).

## Historia
Wieś założona jako Carewodar w 1846 roku przez polską drobną szlachtę pochodzącą z guberni wileńskiej, podolskiej i grodzieńskiej. W 1859 roku wieś liczyła 82 zagrody i była zamieszkiwana przez 267 mężczyzn i 245 kobiety.

## Zabytki

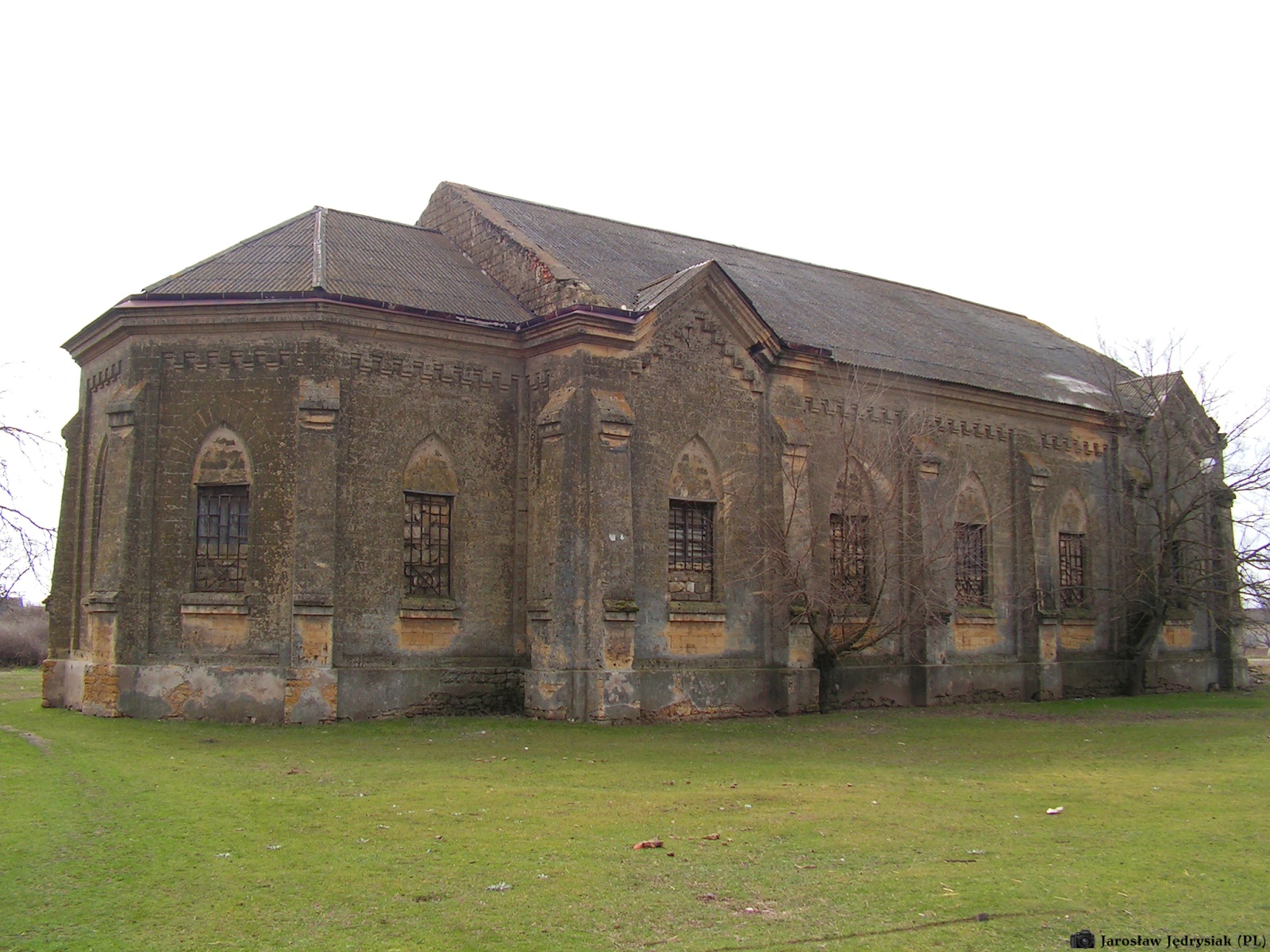
Zdewastowany kościół katolicki

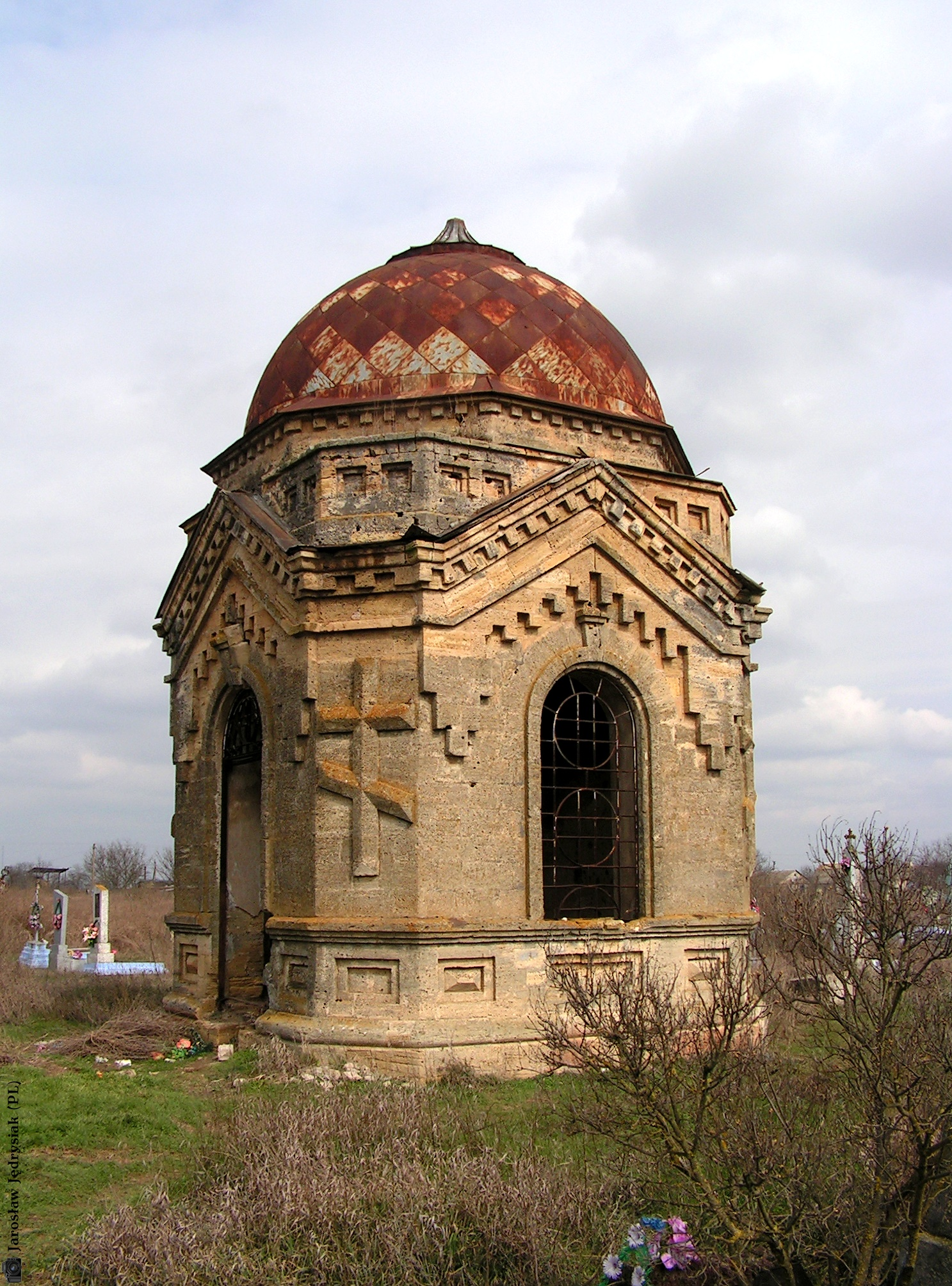
Ruiny kaplicy

- Ruiny kościoła katolickiego z 2 połowy XIX wieku, zbudowanego w stylu eklektycznym, który w okresie komunistycznym został zamieniony na magazyn rolniczy i bezpowrotnie zdewastowany poprzez wieloletnie wykorzystywanie go w charakterze miejsca do zaprawiania materiału siewnego środkami chemicznymi.
- Ruiny kaplicy w stylu pesudobiznatyjskim z 2 połowy XIX wieku.

## Kultura
We wsi mieszkają i tworzą w języku ukraińskim ludowi poeci, także polskiego pochodzenia, między innymi Mikołaj Sosunowicz. Parafia Przenajświętszego Serca Jezusa w Chersoniu obejmuje wieś opieką duszpasterską. W 2008 roku szkoła brała udział w konkursie folklorystycznym, wystawiając program nawiązujący do polskiej kultury ludowej.